# Lorena Fries
Julia Lorena Fries Monleón (Zúrich, Suiza, 1 de abril de 1960) es una abogada y política suiza nacionalizada chilena, especializada en derechos humanos. Se desempeñó como la primera subsecretaria de Derechos Humanos, cargo que ejerció durante el segundo gobierno de Michelle Bachelet entre septiembre de 2016 y marzo de 2018. Desde marzo de 2022 se desempeña como diputada de la República en representación del distrito N.° 10 de la región Metropolitana de Santiago, por el periodo legislativo 2022-2026.
Fungió como directora del Instituto Nacional de Derechos Humanos (INDH) designada en 2010 y reelecta por dos períodos entre 2013 y 2016. Entre 2005 y 2009, fue presidenta de la «Corporación Humanas».

## Estudios y carrera profesional
Nació en Suiza, hija de padre suizo y de madre española. En 1966 la familia se trasladó a vivir a Chile, ya que su padre asumió como gerente de Novartis en ese país. Estudió en el Colegio Suizo de Santiago, y posteriormente ingresó a la Facultad de Derecho de la Universidad de Chile, donde se graduó de licenciada en ciencias jurídicas y sociales. Durante su juventud militó en la Izquierda Cristiana (IC), y trabajó en la Vicaría Pastoral Oriente.
En 1986 se fue a vivir por un tiempo a España, donde convalidó su licenciatura en ciencias jurídicas en la Universidad de Salamanca. En 1990 obtuvo la nacionalidad chilena, y se tituló de abogada en Chile el 25 de noviembre de 1991. Luego, se desempeñó como investigadora asistente en el proyecto "Sistematización de la información sobre servicios públicos y privados gratuitos para las mujeres" del Centro de Desarrollo de la Mujer y a cargo de Ana María Arteaga.
Entre 1992 y 1995 ejerció como coordinadora de Programas en Derechos Humanos en la Asociación Latinoamericana de Derechos Humanos con sede en Quito, Ecuador. Posteriormente, entre 1995 y 1996 fue jefa del Departamento de Políticas Públicas para Grupos Vulnerables en el Ministerio de Desarrollo y Planificación.
Entre 1999 y 2004 fue coordinadora del área ciudadanía y derechos humanos en la organización no gubernamental (ONG), «La Morada». Paralelamente, entre 2000 y 2002 fue directora ejecutiva de la corporación de desarrollo de la mujer, en la misma ONG. A partir desde ese último año y hasta 2004, coordinó el área de ciudadanía y derechos humanos de la misma entidad.
En 2005 recibió la beca Chevening para realizar un máster en derecho internacional de los derechos humanos en la Universidad de Oxford, Inglaterra. A su regreso a Chile ejerció como presidenta de la Corporación Humanas entre 2005 y 2009.
Entre 2009 y 2010, coordinó el proyecto OXFAM (Oficina Región Andina): Derechos Humanos de las Mujeres Migrantes en Bolivia, Ecuador, Perú y Colombia.
Hasta 2014, se desempeñó como docente del diplomado en Derechos Humanos de las Mujeres; Teoría y práctica, del Centro de Derechos Humanos de la Facultad de Derecho de la Universidad de Chile. Asimismo, desde 2020 es docente y directora del magíster en Derechos Humanos y Ciudadanía de la Universidad Central de Chile.

## Carrera política

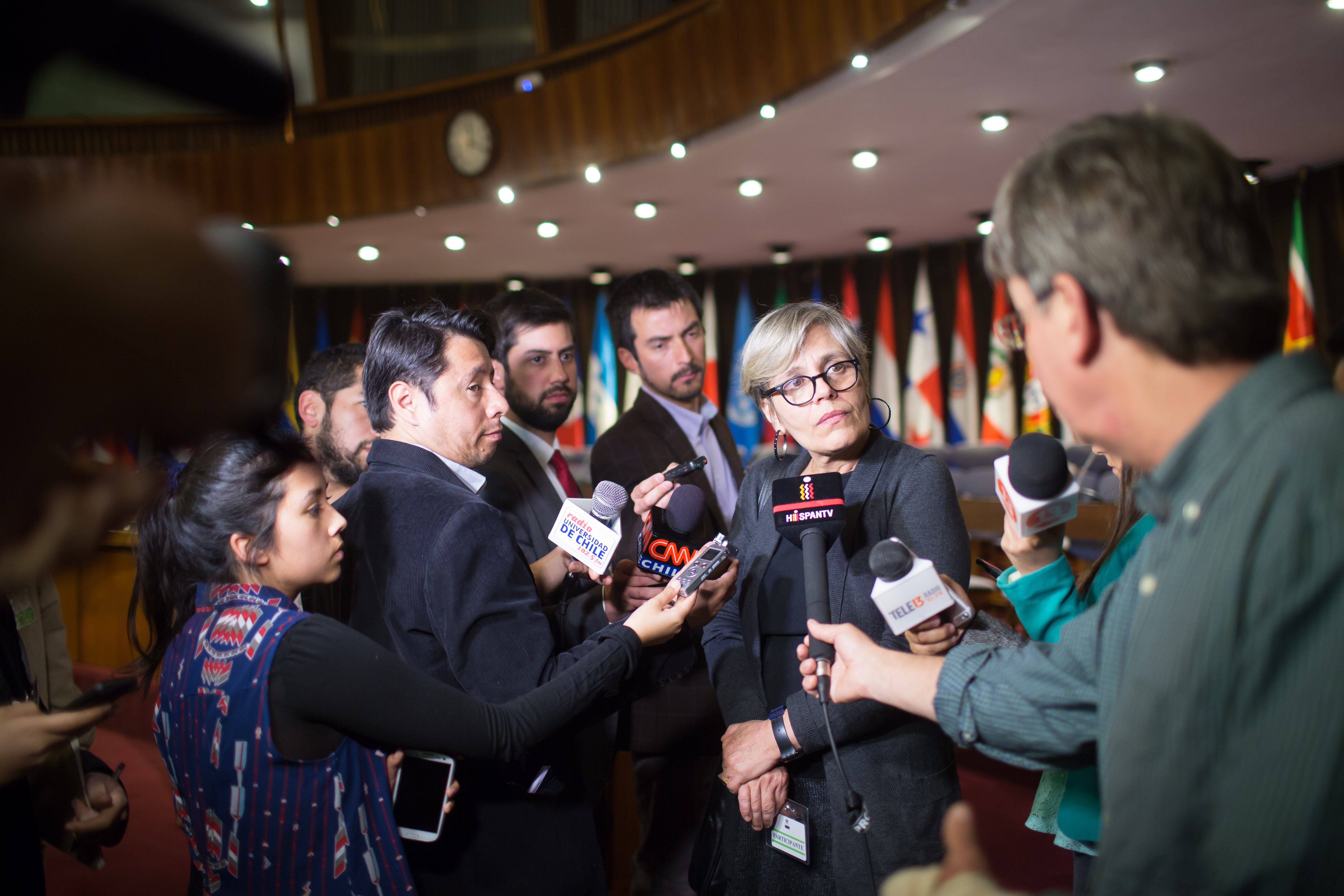
Fries entrevistada por distintos medios de comunicación en 2015.

En julio de 2010 fue elegida consejera del recién constituido Instituto Nacional de Derechos Humanos (INDH), del que asumió como su primera directora. Fue reelegida en el cargo en 2013, y completó su segundo periodo el 1 de julio de 2016.
El 11 de septiembre de 2016 la presidenta Michelle Bachelet la designó como la primera subsecretaria de Derechos Humanos, cargo que comenzó a ejercer inmediatamente, a pesar de que la Subsecretaría aún no había sido formalmente implementada. Cesó en sus funciones el 11 de marzo de 2018, fecha de término del gobierno.
Fue militante del Partido Socialista (PS), partido al que renunció a inicios de 2020 por discrepancias con su directiva. En marzo de ese año, junto a otros exmilitantes del PS, fue fundadora del Movimiento Unir, en el cual asumió como coordinadora general junto a Julio Salas Gutiérrez.
Para las elecciones parlamentarias de 2021, anunció su postulación como diputada por el distrito n° 10 de la región Metropolitana de Santiago, bajo cupo del partido Convergencia Social (CS) en calidad de independiente dentro del conglomerado electoral «Apruebo Dignidad», para el periodo legislativo 2022-2026. Fue electa con su compañero de subpacto, Gonzalo Winter, obteniendo 11.519 votos, equivalentes a un 2,52 % del total de sufragios válidamente emitidos. Asumió el cargo el 11 de marzo de 2022, pasando a integrar las comisiones permanentes de Derechos Humanos y Pueblos Originarios; de Seguridad Ciudadana; y de Mujeres y Equidad de Género.
En octubre de 2022 se integra al partido Convergencia Social (CS).

## Controversias
El 24 de mayo de 2022 se dio a conocer un reportaje de La Red en donde indagaban sobre los archivos ocultos de la Subsecretaría de Derechos Humanos, aludiendo a que ésta había escondido archivos clave sobre ex conscriptos. Entre julio de 2017 y agosto de 2018, casi 12 mil ex conscriptos que cumplieron su Servicio Militar Obligatorio durante la dictadura, entregaron testimonios detallados de los abusos que sufrieron a manos de soldados y oficiales. También, algunos de ellos relataron en detalle, crímenes cometidos contra civiles a quienes debieron detener, custodiar o fusilar. En el reportaje se atribuye la responsabilidad a la Subsecretaria de la época, Lorena Fríes, quien durante su gestión recibió 5988 relatos. A raíz de esto la diputada explicó el hecho a través de su Twitter.
Las juezas especiales, Paola Plaza y Mariela Cifuentes, ordenaron el envío inmediato de la documentación.

## Obra escrita
- Hacia la feminización de la justicia (1996), junto a Gilma Andrade Moncayo.
- El derecho: trama y conjura patriarcal (1999), junto a Verónica Matus.
- Género y derecho (1999), junto a Alda Facio.
- La ley hace el delito (2000)
- Mujer sujeto, mujeres sujetadas (2004)

## Historial electoral

### Elecciones parlamentarias de 2021
- Elecciones parlamentarias de 2021, candidata a diputada por el distrito 10 (La Granja, Macul, Ñuñoa, Providencia, San Joaquín y Santiago)[3]